# Décoration des forces armées allemandes

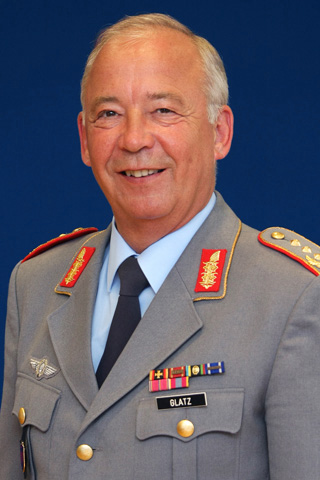
Le lieutenant-général Rainer Glatz portant le ruban de la Croix d’honneur des forces armées allemandes niveau or

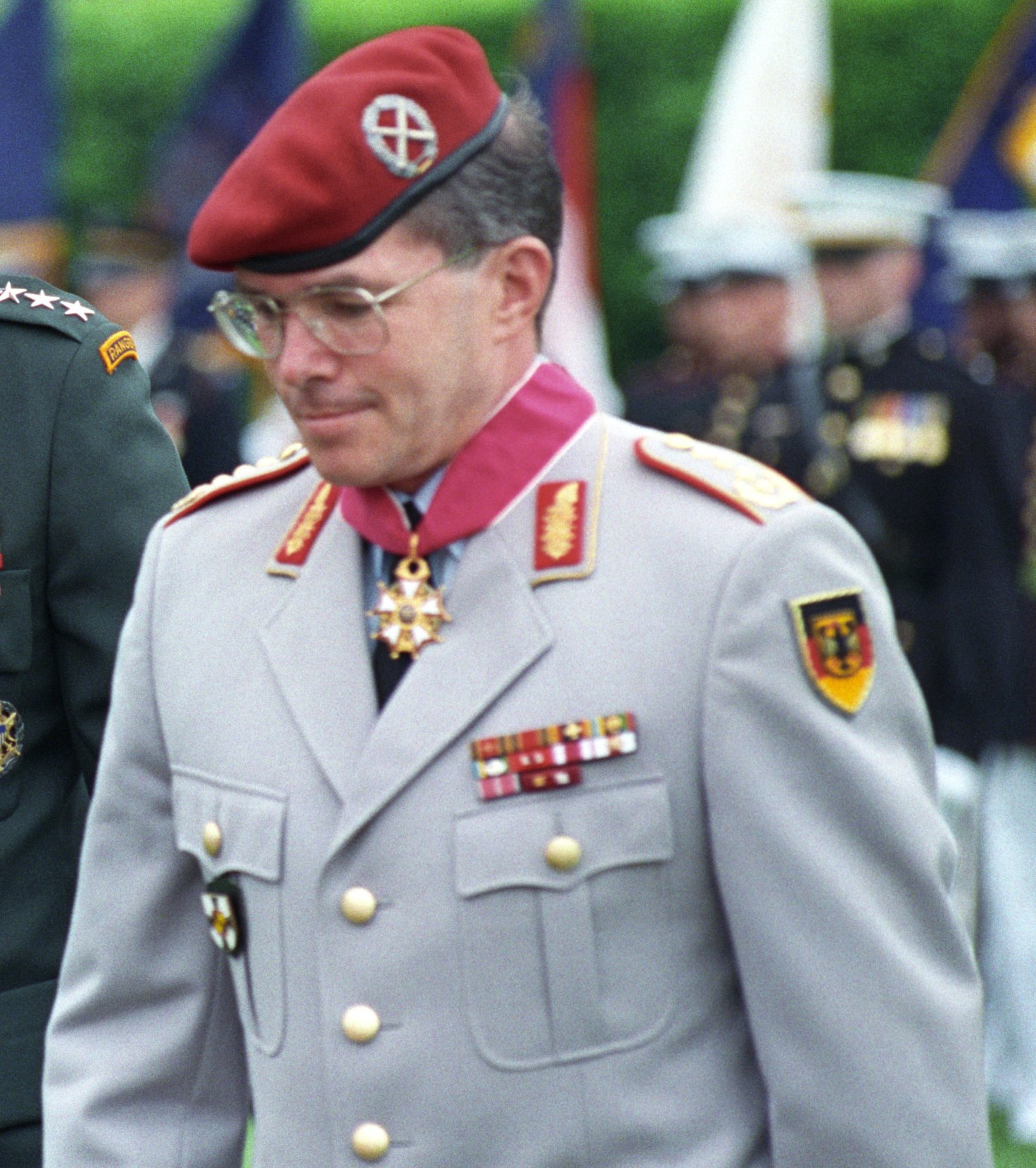
Le général Klaus Naumann portant le ruban de la Croix d’honneur des forces armées allemandes niveau or

La Décoration des forces armées allemandes (allemand : Ehrenzeichen der Bundeswehr) est composée d’une médaille et d’une série de croix destinées à reconnaitre le service exemplaire des membres de la Bundeswehr, les forces armées de la République fédérale d’Allemagne.
La décoration fut établie en 1980 par le ministre fédéral de la défense de l’époque Hans Apel à l’occasion du 25e anniversaire de la fondation de la Bundeswehr, et approuvée par le président de la république ouest allemande Karl Carstens. Les premières décorations furent présentées le 6 novembre 1980.
À la suite de la participation de troupes allemandes à des missions de combat à l’extérieur du territoire fédéral allemand, et en réponse à des demandes et pétitions populaires à cet effet, trois nouveaux niveaux furent établis reconnaissant des faits de courage et de service dans des conditions difficiles.
La décoration est décernée par le ministre fédéral de la défense à titre de « signe tangible de loyaux services et de l’accomplissement exemplaire du devoir ». L’officier commandant (commandant de bataillon au minimum) du récipiendaire remet normalement la décoration au nom du ministre.
Lorsque décernée pour bravoure ou pour faits spéciaux, la décoration peut être décernée directement par le ministre et même par le chef de l’état allemand. Par exemple, le 6 juillet 2008, la chancelière Angela Merkel remit personnellement la Croix d’honneur des forces armées allemandes pour bravoure à quatre soldats s’étant distingué pour vaillance au-delà du devoir normal lors de combats en Afghanistan.
Les différents niveaux de la décoration ne sont pas successifs, aucun niveau inférieur n’est requis pour recevoir un niveau plus élevé. Les différents niveaux de la décoration reçus par un récipiendaire sont tous portés simultanément.

## Niveaux
La Décoration des forces armées allemandes est divisée en sept niveaux :
1. Médaille d’honneur des forces armées allemandes (allemand : Ehrenmedaille der Bundeswehr) décernée pour service méritoire exemplaire sur une période d’au moins sept mois ou pour des accomplissements exemplaires;
2. Croix d’honneur des forces armées allemandes niveau bronze (allemand : Ehrenkreuz der Bundeswehr in Bronze) décernée pour service méritoire exemplaire sur une période d’au moins cinq ans ou pour des accomplissements exemplaires;
3. Croix d’honneur des forces armées allemandes niveau argent (allemand : Ehrenkreuz der Bundeswehr in Silber) décernée pour service méritoire exemplaire sur une période d’au moins dix ans ou pour des accomplissements exemplaires;
4. Croix d’honneur des forces armées allemandes niveau argent pour faits exceptionnels (allemand : Ehrenkreuz der Bundeswehr in Silber für besonders herausragende Taten) décernée pour acte exceptionnel ou accomplissements extraordinaires;
5. Croix d’honneur des forces armées allemandes niveau or (allemand : Ehrenkreuz der Bundeswehr in Gold) décernée pour service méritoire exemplaire sur une période d’au moins vingt ans ou pour des accomplissements exemplaires;
6. Croix d’honneur des forces armées allemandes niveau or pour faits exceptionnels (allemand : Ehrenkreuz der Bundeswehr in Gold für besonders herausragende Taten) décernée pour acte exceptionnel au péril de sa vie;
7. Croix d’honneur des forces armées allemandes pour bravoure (allemand : Ehrenkreuz der Bundeswehr in Gold für Tapferkeit) décernée pour acte de vaillance au-delà du devoir normal.

## Insignes
La Médaille d’honneur des forces armées allemandes est circulaire, d’un diamètre de 35 mm et frappée de bronze.  Son avers porte l’image en relief d’un aigle allemand de 17 mm de haut par 17 mm de large devant un insigne de la Bundeswehr de 25 mm par 25 mm, le diamètre extérieur complet à l’avers et au revers est sous la forme d’une couronne de feuilles de chêne de 2 mm d’épaisseur. Au revers dans la moitié supérieure, l’inscription en relief sur trois lignes (allemand : FÜR BESONDERE VERDIENSTE) « POUR MÉRITES SPÉCIAUX », dans la moitié inférieure, sous cette inscription, l’image en relief de trois feuilles de chêne en éventail au-dessus de l’inscription semi circulaire en relief « BUNDESWEHR » longeant le diamètre inférieur du revers. Une version miniature de la médaille est fixée au ruban du placard.
Les insignes des différents niveaux des Croix d’honneur des forces armées allemandes sont de construction de base identique, seules leurs couleurs et une bande d’émail selon le cas, les diffèrent.  Ces insignes sont composées d’une réplique de taille réduite de la Médaille d’honneur des forces armées allemandes de seulement 24 mm de diamètre au centre d’une croix pattée haute et large de 48 mm. Les rebords sont légèrement élevés, une ligne suit le rebord de chaque bras des croix à 3 mm de ceux-ci. Le revers des croix est lisse et sans inscription ou image.
La croix de bronze est de couleur bronze, une miniature aussi de couleur bronze est fixée au ruban du placard. La même logique s’applique aux croix des niveaux argent et or. Les croix d’honneur pour faits exceptionnels des niveaux argent et or ont une bande émaillée rouge de 3 mm le long du rebord extérieur de la croix. Leurs miniatures de placard sont aussi émaillées le long du rebord.  La Croix d’honneur pour bravoure est identique à la Croix d’honneur de niveau or à l’exception de l’ajout sur le ruban d’une gerbe métallique de quatre feuilles de chêne dorées de 22 mm de large unies au centre par un ruban, une miniature de la gerbe est fixée au ruban du placard.
La médaille et les diverses croix pendent toutes du même ruban de soie moirée aux couleurs nationales de l’Allemagne, soit le noir, le jaune (doré) et le rouge. Ce ruban, large de 3 cm a un centre noir large de 16 mm bordé de bandes rouges larges de 3 mm et de bandes dorées larges de 4 mm aux rebords du ruban.
| Médaille d’honneur | Croix d’honneur en bronze | Croix d’honneur en argent | Croix d’honneur en argent pour faits exceptionnels | Croix d’honneur en or | Croix d’honneur en or pour faits exceptionnels | Croix d’honneur pour bravoure |
| ------------------ | ------------------------- | ------------------------- | -------------------------------------------------- | --------------------- | ---------------------------------------------- | ----------------------------- |
|                    |                           |                           |                                                    |                       |                                                |                               |

## Récipiendaires (liste partielle)

### Croix d’honneur des forces armées allemandes pour bravoure
- Hauptfeldwebel Jan Berges (6 juillet 2009)
- Hauptfeldwebel Alexander Dietzen (6 juillet 2009)
- Hauptfeldwebel Daniel Seibert (22 janvier 2010)
- Oberfeldwebel Steffen Knoska (22 janvier 2010)
- Hauptfeldwebel Jan Hecht (4 mai 2010)
- Hauptfelwebel Mario Kunert (29 novembre 2010)
- Stabsgefreiter Robert Hartert (29 novembre 2010 – Posthume)
- Hauptgefreiter Martin Kadir Augustyniak (29 novembre 2010 – Posthume)
- Stabsfeldwebel Stefan Weinmüller (12 avril 2011)
- Oberfeldwebel Norman Reichow (12 avril 2011)
- Oberstleutnant Jared Sembritzki (6 septembre 2011)
- Hauptfeldwebel Jürgen Wölf (22 novembre 2011)
- Oberstabsgefreiter Jan Bauer (22 novembre 2011)

### Croix d’honneur des forces armées allemandes niveau or
- Generalleutnant Rainer Glatz
- General Klaus Naumann
- General Wolfgang Schneiderhan
- Brigadegeneral Michael Matz
- Brigadegeneral Gerd Kropf
- General Harald Kujat

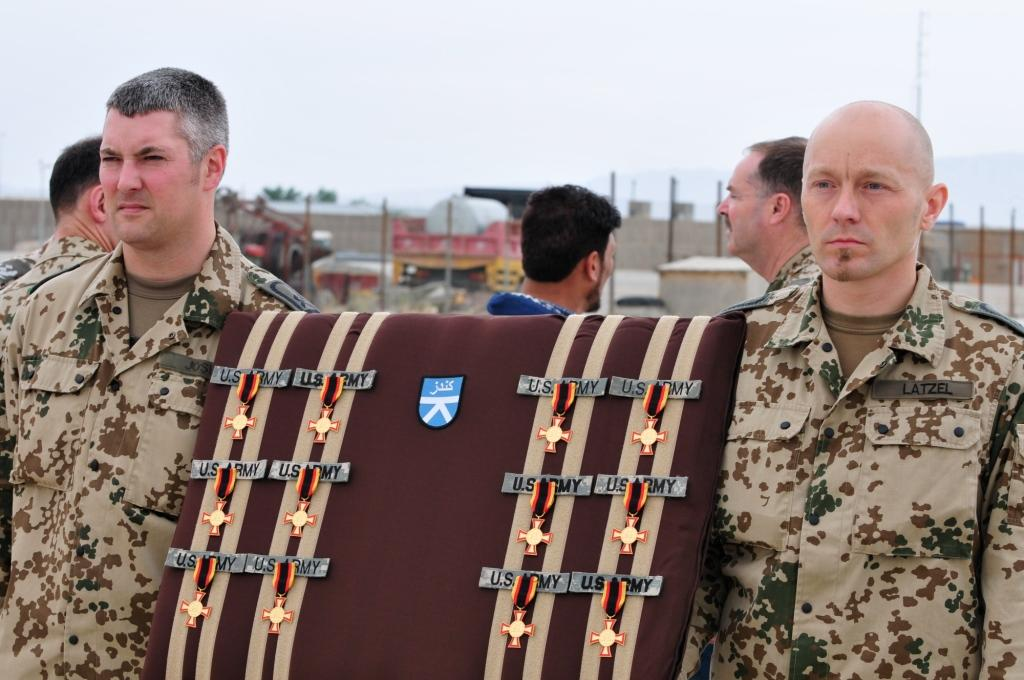
Croix d’honneur des forces armées allemandes niveau or pour faits exceptionnels sur le point d'êtres décernés à des militaires américains en Afghanistan

- Général d'Armée Aérienne Éric Autellet
- Général de Division Aérienne Pierre Réal

### Croix d’honneur des forces armées allemandes niveau bronze
- Oberst Jared Sembritzki
- Capitaine Nathalie Conil

### Médaille d’honneur des forces armées allemandes
- Uwe Brandl (1992)

## Sources
Traduction
- (de) Cet article est partiellement ou en totalité issu de l’article de Wikipédia en allemand intitulé « Ehrenzeichen der Bundeswehr » (voir la liste des auteurs).

- (en) Cet article est partiellement ou en totalité issu de l’article de Wikipédia en anglais intitulé « Badge of Honour of the Bundeswehr » (voir la liste des auteurs).